# Darlene Hard
Darlene Ruth Hard (Los Angeles, 6 de janeiro de 1936 – Los Angeles, 2 de dezembro de 2021) foi uma tenista estadunidense. Conquistou três títulos de simples de Grand Slam: um no Torneio de Roland Garros em 1960 e dois no US Open em 1960 e 1961. Obteve sucesso nas competições de duplas de Grand Slam, vencendo três na França, seis nos Estados Unidos e quatro em Wimbledon.
Foi introduzida ao International Tennis Hall of Fame em 1973.
Hard morreu em 2 de dezembro de 2021, aos 85 anos de idade, no Northridge Hospital em Los Angeles.

## Finais deGrand Slam

### Simples: 7 (3 títulos, 4 vices)
| Resultado | Ano  | Campeonato    | Superfície | Oponente           | Placar          |
| Vice      | 1957 | Wimbledon     | grama      | Althea Gibson      | 6–3, 6–2        |
| Vice      | 1958 | US Open       | grama      | Althea Gibson      | 3–6, 6–1, 6–2   |
| Vice      | 1959 | Wimbledon     | grama      | Maria Esther Bueno | 6–4, 6–3        |
| Campeã    | 1960 | Roland Garros | saibro     | Yola Ramírez Ochoa | 6–3, 6–4        |
| Campeã    | 1960 | US Open       | grama      | Maria Esther Bueno | 6–4, 10–12, 6–4 |
| Campeã    | 1961 | US Open       | grama      | Ann Haydon         | 6–3, 6–4        |
| Vice      | 1962 | US Open       | grama      | Margaret Smith     | 9–7, 6–4        |

### Duplas: 18 (13 títulos, 5 vices)
| Resultado | Ano  | Campeonato          | Superfície | Parceira            | Oponentes                           | Placar          |
| Campeã    | 1955 | Roland Garros       | saibro     | Beverly Baker       | Shirley Bloomer Pat Ward            | 7–5, 6–8, 13–11 |
| Vice      | 1956 | Roland Garros       | saibro     | Dorothy Head        | Angela Buxton Althea Gibson         | 8–6, 6–8, 1–6   |
| Campeã    | 1957 | Roland Garros       | saibro     | Shirley Bloomer     | Yola Ramírez Rosie Reyes            | 7–5, 4–6, 7–5   |
| Campeã    | 1957 | Wimbledon           | grama      | Althea Gibson       | Mary Bevis Hawton Thelma Coyne Long | 6–1, 6–2        |
| Vice      | 1957 | US Open             | grama      | Althea Gibson       | Louise Brough Margaret Osborne      | 2–6, 5–7        |
| Campeã    | 1958 | US Open             | grama      | Jeanne Arth         | Maria Esther Bueno Althea Gibson    | 2–6, 6–3, 6–4   |
| Campeã    | 1959 | Wimbledon           | grama      | Jeanne Arth         | Beverly Baker Christine Truman      | 2–6, 6–2, 6–3   |
| Campeã    | 1959 | US Open             | grama      | Jeanne Arth         | Althea Gibson Sally Moore           | 6–2, 6–3        |
| Campeã    | 1960 | Roland Garros       | saibro     | Maria Esther Bueno  | Pat Ward Ann Haydon Jones           | 6–2, 7–5        |
| Campeã    | 1960 | Wimbledon           | grama      | Maria Esther Bueno  | Sandra Reynolds Renee Schuurman     | 6–4, 6–0        |
| Campeã    | 1960 | US Open             | grama      | Maria Esther Bueno  | Althea Gibson Deidre Catt           | 6–1, 6–1        |
| Vice      | 1961 | Roland Garros       | saibro     | Maria Esther Bueno  | Sandra Reynolds Renee Schuurman     | default         |
| Campeã    | 1961 | US Open             | grama      | Lesley Turner       | Edda Buding Yola Ramírez            | 6–4, 5–7, 6–0   |
| Vice      | 1962 | Aberto da Austrália | grama      | Mary Carter Reitano | Robyn Ebbern Margaret Smith         | 4–6, 4–6        |
| Campeã    | 1962 | US Open             | grama      | Maria Esther Bueno  | Karen Hantze Billie Jean King       | 4–6, 6–3, 6–2   |
| Campeã    | 1963 | Wimbledon           | grama      | Maria Esther Bueno  | Robyn Ebbern Margaret Smith         | 8–6, 9–7        |
| Vice      | 1963 | US Open             | grama      | Maria Esther Bueno  | Robyn Ebbern Margaret Smith         | 6–4, 8–10, 3–6  |
| Campeã    | 1969 | US Open             | grama      | Françoise Dürr      | Margaret Smith Virginia Wade        | 0–6, 6–3, 6–4   |